# Phytomyza minuta
Phytomyza minuta är en tvåvingeart som först beskrevs av Johann Wilhelm Meigen 1838.  Phytomyza minuta ingår i släktet Phytomyza och familjen minerarflugor.
Artens utbredningsområde är Tyskland. Inga underarter finns listade i Catalogue of Life.